# Recurvidris williami
Recurvidris williami (лат.) — вид мелких муравьёв рода Recurvidris из подсемейства мирмицины. Эндемики Юго-Восточной Азии.

## Распространение
Юго-Восточная Азия: Индонезия (остров Флорес, Nangagete, около 60 км к востоку от Маумере).

## Описание
Муравьи мелкого размера (1,8 мм), жёлтого цвета. Ширина головы 0,39 мм (длина головы 0,44 мм), длина скапуса усика 0,34 мм. Усики 11-члениковые, булава 3-члениковая. Жвалы треугольные, с 4-5 зубцами. Нижнечелюстные щупики 4-члениковые, нижнегубные щупики состоят из 3 сегментов. Усиковые бороздки и лобные валики отсутствуют. Грудка тонка и длинная. Заднегрудка с двумя длинными проподеальными шипиками, загнутыми вверх и вперёд. Стебелёк между грудкой и брюшком состоит из двух члеников: петиолюса и постпетиолюса (последний четко отделен от брюшка), жало развито, куколки голые (без кокона).
Таксон был описан в 1992 году английским мирмекологом Барри Болтоном (The Natural History Museum, Лондон, Великобритания) и назван в честь американского мирмеколога профессора Уильяма Брауна (Professor William L. Brown, Jr.), собравшего типовой экземпляр.